# Hugo Reyes
 (octobre 2024).
- Si vous ne connaissez pas le sujet, laissez ce bandeau (vous pouvez alors contacter les auteurs).
- Si vous supprimez le contenu mis en cause (vous pouvez préalablement contacter les auteurs),

argumentez précisément cette suppression dans la page de discussion
(un manque de référence n'est pas un argument ; une recherche réelle de référence doit avoir été effectuée, être formellement documentée).
Pour les articles homonymes, voir Hurley et Reyes.
Hugo « Hurley » Anthony Reyes est un personnage du feuilleton télévisé Lost : Les Disparus. Il est interprété par l'acteur Jorge Garcia.
Ce personnage est surtout l'élément humoristique du groupe, à première vue. Il se pense touché par une malédiction qui ferait de lui un porte-malheur pour lui-même et les personnes qui l'entourent.

## Biographie fictive

### Avant le crash
Hurley est né à Miami en 1974, et il est plus tard parti vivre avec sa famille à Santa Monica, en Californie. Enfant, son père les a quittés, et la tristesse de Hugo et le doute de soi lui a fait prendre du poids. Plus tard, Hurley a été impliqué dans un accident dans lequel un balcon, ne pouvant supporter le poids que de huit personnes, s'est effondré tuant deux personnes. Même s'il y avait vingt-trois personnes sur le balcon avant son arrivée, Hugo s'est senti coupable et a sombré dans un état dépressif, sans rien faire, mis à part se suralimenter. Se souciant de son état mental, la mère d'Hugo l'a mis dans une institution psychiatrique. Il y a rencontré Leonard Simms, un patient qui marmonnait en boucle les nombres 4, 8, 15, 16, 23, 42. Hugo a également eu un ami imaginaire, Dave. Hugo a ensuite été libéré.
Hugo a repris son emploi dans un fast food et est retourné chez sa mère. Il a décidé d'utiliser les numéros de Leonard à la loterie et a ainsi gagné 114 millions $. Hugo a alors été atteint à plusieurs reprises de malchance : son grand-père est décédé lors de son entrevue en direct à la télévision, la femme de son frère l'a quitté pour une serveuse, le prêtre officiant lors de l'enterrement de son grand-père a été frappé par la foudre, son meilleur ami Johnny est parti avec Starla, la maison que Hugo a acheté à sa mère a pris feu, il a été arrêté après avoir été pris pour un trafiquant de drogue, et une journaliste, Tricia Tanaka, est morte lorsque le fast food qu'il a acheté a été heurté par une météorite. Hugo suspecte ainsi les chiffres utilisés à la loterie d'être maudits. Il retourne à l'hôpital psychiatrique pour parler à Leonard qui lui dit alors que l'homme qui pourrait expliquer le mystère des nombres, Sam Toomey, est en Australie.
Avant de faire son périple en Australie, il est surpris quand son père est rentré durant son absence et a déménagé à nouveau chez lui et sa mère. Plus tard, son père le convainc d'aller voir un voyant afin de « guérir » sa malédiction, mais Hugo découvre que son père a payé le voyant pour lui mentir. Après cela, Hugo décide de partir pour l'Australie et son père lui dit qu'il sera encore là quand il reviendra. Une fois en Australie, Hugo rencontre l'épouse de Sam Toomey qui révèle que Sam s'est suicidé pour échapper à sa malchance permanente. Malgré une suite de contretemps, Hugo parvient ensuite à prendre le vol Oceanic 815 dans lequel il s'écrasera sur une île dans le Pacifique, ce que Hugo mettra sur le compte de sa malchance.

### Après le crash
Après le crash, Hurley montre une personnalité amicale et se porte volontaire pour aider les autres survivants. Jack se rend compte immédiatement que Hurley est un allié fiable, et Hurley reconnaît les capacités de leadership de Jack et devient très fidèle. Hurley développe aussi très vite une amitié avec Charlie. Il se déplace par la suite dans les grottes avec certains des autres survivants, où il découvre un paquet de clubs de golf. Inspiré, Hurley crée un terrain de golf, afin d'alléger le stress et la tension des survivants ce qui s'avère être un succès. Lorsque Claire prétend avoir été attaquée un soir, Hurley propose de créer un recensement, demandant à chaque survivant leurs noms. Quand il regarde le manifeste de vol officiel, il découvre que Ethan n'a jamais été sur le vol, et donne l'alerte. Plus tard, quand Hurley se penche sur les cartes que Sayid a prises à Rousseau, il découvre les numéros maudits. Il part dans la jungle à la recherche de Rousseau et lorsqu'il la rencontre enfin, elle révèle que les numéros l'ont amené vers l'île et reconnaît qu'ils sont maudits. Un matin, Rousseau arrive sur la plage et met en garde le camp que les « Autres » s'apprêtent à venir. Elle mène alors Hurley, Jack, Kate, Locke et Arzt dans la jungle, où ils font une brève rencontre avec le « monstre ». Ils arrivent à un navire appelé le Rocher Noir, qui contient de la dynamite. Après avoir été témoin du décès soudain de Arzt, Hurley se sent coupable en raison de sa malchance. Les quatre survivants arrivent ensuite à la trappe, où Hurley, après avoir découvert les numéros maudits sur le côté de l'écoutille, tente d'empêcher la détonation mais sans succès.
Hurley entre dans la trappe quelques jours plus tard où il a pour mission de faire l'inventaire de la nourriture. Cependant, après avoir été confronté à Kate et Charlie et croyant que tout le monde va le détester, il tente de faire sauter les aliments avec de la dynamite, mais Rose réussit à le faire changer d'idée. Comme alternative, Hurley décide de distribuer la nourriture à tout le monde. Peu de temps après l'arrivée des survivants de la queue de l'avion, Hurley développe des sentiments pour Libby et a l'impression de l'avoir déjà rencontré avant le crash. Un matin, Hurley et Libby font du jogging ensemble, et Hurley, disant vouloir changer, décide de lui parler de sa cachette de nourriture. Ils détruisent alors ensemble la réserve, avant d'apprendre que de la nourriture a été larguée la veille par les airs. C'est alors que Hurley commence à voir son ami imaginaire, Dave, dont il est sous l'influence. Dave conduit Hurley au sommet d'une falaise, le persuade qu'il est encore à l'institution dans le coma et lui dit que la seule façon de se réveiller est de sauter de la falaise, ce que Dave fait lui-même. Lorsque Hurley est sur le point de sauter, Libby l'arrête et le ramène à la raison. Ils s'embrassent avant de rentrer au camp. Il organise ensuite un pique-nique surprise pour elle, mais oublie d'apporter des couvertures. Libby se propose de les récupérer dans le bunker mais elle y est abattue et Hurley se précipite à ses côtés. Après les funérailles de Libby et Ana-Lucia, Hurley accepte d'aider Michael à sauver Walt des « Autres ». Il s'embarque, avec Jack, Kate, Sawyer et Michael à travers la jungle mais il s'avère que Michael est un traître et sont pris en embuscade par les « Autres ». Ils sont liés, bâillonnés et les yeux bandés, et amenés à une jetée. Hurley est libéré et a pour ordre de retourner au camp et dire aux rescapés qu'ils ne doivent jamais venir de ce côté de l'île.
Hurley retourne ainsi au camp et Locke annonce dans un discours qu'il ira les sauver. Il pense alors que Desmond peut voir dans l'avenir, ce dernier ayant prédit ce discours. Plus tard, Hurley suit Vincent dans la jungle et il découvre une vieille camionnette du Projet Dharma. Il parvient à convaincre Jin, Sawyer et Charlie de l'aider à la faire redémarrer. Sawyer et Jin poussent alors le véhicule en bas d'une colline escarpée dans laquelle Hurley et Charlie se trouvent, la faisant fonctionner comme par miracle. Plus tard, Hurley défie Sawyer au ping-pong et remporte la victoire, ayant pour conséquence pour Sawyer de ne plus donner de surnoms pendant une semaine. Par la suite, les croyant morts, Hurley et Sawyer enterrent Nikki et Paulo bien qu'ils n'étaient que paralysés à la suite d'une morsure d'araignée. Peu après le retour de Jack, Kate et Sayid, Hurley est chargé de garder un œil sur Juliet. Le jour suivant, Hurley demande à Desmond de le rejoindre lors d'une randonnée avec Jin et Charlie. Sur leur périple, ils aperçoivent une parachutiste, Naomi, sauter d'un hélicoptère qu'ils retrouvent plus tard accrochée à un arbre. Blessée, ils la ramènent au camp et la cachent sous la tente d'Hurley. Plus tard, Jack expose son plan visant à tendre une embuscade aux « Autres » et contacter le cargo de Naomi. Lorsque Charlie et Desmond partent à la station « Le Miroir », Hurley propose de se joindre à eux mais Charlie refuse à cause de son poids (en réalité, Charlie repousse Hurley pour qu'il ne l'empêche pas de se sacrifier pour le groupe). Il accompagne alors le reste des survivants à la tour radio. Sur le chemin, Sawyer et Juliet retournent en arrière vers la plage, et Hurley, se sentant inutile, propose à nouveau ses services, ce que Sawyer refuse. Hurley les suit alors, prend la camionnette et tue un des trois « Autres » qui tenait en otage Bernard, Jin et Sayid, restés sur la plage pour tendre l'embuscade aux « Autres ».
Jack prévient ensuite Hurley par radio qu'ils ont réussi à contacter le cargo et que le sauvetage est imminent. Hurley, heureux, fait un boulet de canon dans l'océan. Cependant, quand il patauge hors de l'eau, il voit Desmond de retour avec le message de Charlie (« pas le bateau de Penny »). Hurley exige alors de savoir où est Charlie et Desmond lui apprend sa mort, dévastant Hurley. Le groupe de la plage tente alors de retrouver Jack et les autres survivants afin de les avertir. Sur la route, Hurley n'arrive pas à suivre le rythme et se perd. Hurley trouve alors par hasard la cabane de Jacob, regarde à l'intérieur et prend la fuite en criant à l'aide avant de retrouver Locke. Locke et Hurley conviennent que le cargo ne vient pas pour un sauvetage. Lorsque les groupes se rencontrent, Hurley annonce lui-même à Claire la mort de Charlie. Par la suite, Locke suggère au groupe de se réfugier aux baraquements, ce que Jack refuse. Le groupe se sépare alors en deux, et Hurley choisit de partir également aux baraquements, Charlie s'étant sacrifié pour les avertir. Aux baraquements, Hurley partage la même maison que Sawyer. Il est chargé par Locke de tendre un piège à Kate et Sayid en prétendant qu'il a été exilé du groupe pour avoir désobéi à Locke, puis d'apporter de la nourriture à Miles, ce dernier étant enfermé dans une cabane. Plus tard, les mercenaires de Keamy s'attaquent aux baraquements et Ben fait venir le « monstre de fumée », faisant fuir les mercenaires. Hurley suit Locke et Ben pour trouver Jacob, puis à la station « L'Orchidée » depuis laquelle Locke doit déplacer l'île. Retrouvé par Sawyer et Jack, il quitte avec eux l'île à bord de l'hélicoptère de Lapidus dans lequel se trouvent également Kate et Sayid, mais Sawyer saute dans l'océan avant d'atteindre le cargo. Le cargo atteint, ils récupèrent également Sun, Aaron et Desmond et après l'explosion du cargo et la disparition de l'île, l'hélicoptère tombe dans l'océan et l'équipage se réfugie sur un canot de sauvetage. Ils sont plus tard retrouvés par Penelope Widmore, et Hurley, avec le reste des « six de l'Oceanic », met en scène leur sauvetage pour que l'existence de l'île reste secrète.

### Après l'île
Après avoir quitté l'île, la mère d'Hurley lui organise un anniversaire surprise où sont invités Kate, Aaron, Sayid et Nadia sur le thème « île tropicale ». Plus tard, lorsque Sun a son bébé, Hurley va en Corée pour la féliciter puis ils se rendent sur la tombe de Jin. Par la suite, Hurley voit Charlie et retourne alors en hôpital psychiatrique à Santa Rosa. Il est abordé par Matthew Abaddon, qui prétend être un avocat d'Oceanic Airlines mais demande ensuite s'il y a des survivants. Hurley prend peur et Abaddon s'enfuit. Hurley est ensuite à nouveau approché par Charlie qui lui dit que ceux restés sur l'île ont besoin de lui. Plus tard, Jack vient voir Hurley et ce dernier annonce à Jack qu'ils doivent retourner sur l'île, mais Jack refuse. Lors d'une seconde visite, Hurley lui transmet un message de Charlie disant qu'il n'est pas censé élever le fils de Claire, ce à quoi, Jack répond que Hurley devrait reprendre ses médicaments. Sayid lui rend également visite mais pour l'emmener en lieu sûr.
Sayid lui dit ensuite de faire le contraire de ce que Ben dira, si jamais il se croisent à nouveau. Sayid emmène Hurley dans un appartement mais il découvre deux hommes qui les attendaient. Sayid se bat avec eux, jetant le premier du balcon. Hurley s'empare de son arme à feu, s'approche du balcon, mais des résidents le surprennent, le prennent en photo, et Hurley est alors désigné comme coupable du meurtre. Pendant ce temps, Sayid tue l'autre homme dans l'appartement mais reçoit une flèche tranquillisante. Hurley emmène alors Sayid inconscient jusqu'à la maison de ses parents. Là-bas, il avoue à ses parents ce qui lui est arrivé sur l'île et que les « six de l'Oceanic » ont menti. Le père de Hurley emmène Sayid toujours inconscient à Jack tandis que deux policiers surveillent la maison. Alors qu'il est seul, Hurley est approché par Ben qui lui demande de venir avec lui pour retourner sur l'île mais sur les conseils de Sayid, Hurley fait le contraire en se rendant aux deux policiers. Ben réussit cependant à obtenir la libération d'Hurley. Hurley quitte alors la prison dans un taxi, où il rencontre Jacob qui lui dit qu'il n'est pas maudit et que sa capacité à parler avec ses amis décédés est « une bénédiction ». Jacob lui dit également qu'il doit retourner sur l'île avec un étui à guitare que lui donne Jacob. Hurley prend ainsi le vol Ajira 316 avec Sun, Jack, Sayid, Kate, et Ben. Pour minimiser le nombre de personnes à bord, Hurley achète une grande quantité de sièges. Pendant le vol, l'avion rencontre de fortes turbulences et un éclair de lumière se produit, le faisant disparaitre de l'avion.

### Retour sur l'île
Hurley débarque sur l'île dans un lac avec Jack et Kate. Ils sont retrouvés par Jin, en camionnette du Projet Dharma, qui les emmène jusqu'à Sawyer. Ce dernier les informe alors qu'ils sont en 1977. Plus tard, Sawyer et Juliet parviennent à aider Jack, Hurley et Kate d'infiltrer avec eux le Projet Dharma. Hurley commence à écrire la seconde partie de la trilogie Star Wars, épisode V : L'Empire contre-attaque, comportant quelques modifications, afin de l'envoyer à George Lucas. Cependant, ils sont vite démasqués par les membres du Projet Dharma. Hurley, Miles et Jin fuient alors les baraquements à bord d'une camionnette après avoir secouru Jack et Sayid. Alors qu'ils se dirigent vers le chantier de la station « Le Cygne », ils sont arrêtés par Kate, Juliet et Sawyer. Ces derniers sont ensuite convaincus de faire exploser la bombe H dans le puits d'énergie électromagnétique afin d'empêcher par la suite leur avion de s'écraser. Pendant ce temps, Hurley reste avec Sayid et Jin dans la camionnette.
Après l'explosion de la bombe, les survivants sont transportés en 2007. Jacob rencontre à nouveau Hurley et lui dit qu'il a été tué. Jacob dit à Hurley d'emmener au temple Sayid, qui est en train de mourir, car c'est le seul moyen de le sauver. Une fois arrivés au temple, Hurley prouve qu'il vient de la part de Jacob en montrant aux « Autres » l'étui à guitare contenant un ânkh et un message de Jacob. Hurley les informe alors que Jacob est mort et ils procèdent au barricadement du temple. Plus tard, Jacob lui apparait de nouveau et le charge d'emmener Jack jusqu'à un phare depuis lequel Jacob pouvait les observer avant leur arrivée sur l'île, dans le but que Jack comprenne également combien il est important. Le lendemain, ils rencontrent Richard Alpert dans la jungle avec qui ils vont sur l'ancien camp des rescapés du vol Oceanic et où ils retrouvent Ben, Ilana, Miles, Sun et Frank. Plus tard, Hurley suit Richard dans la jungle et constate qu'il souhaite se rallier à l'homme en noir. Hurley lui dit alors que l'esprit de sa femme, Isabella, l'a envoyé pour qu'il empêche l'homme en noir de quitter l'île ou ils iront tous en enfer. Richard décide donc d'utiliser de la dynamite pour détruire l'avion du vol Ajira 316. Cependant, après la mort d'Ilana à la suite d'une mauvaise manipulation du C-4, Hurley fait exploser le Rocher Noir avec la dynamite contenue à l'intérieur, à la demande de l'esprit de Michael. Le groupe se scinde alors en deux ; Hurley, Jack, Sun et Frank vont parler à l'homme en noir tandis que Richard, Miles et Ben vont chercher de la dynamite aux baraquements. Le groupe d'Hurley, ainsi que Kate, Sawyer et Claire se dirigent ensuite jusqu'à l'avion situé sur l'île de l'Hydre, avant que l'homme en noir ne l'utilise. Seul Jack décide de rester sur l'île principale. Le groupe est cependant placé dans les cages de la station Dharma par les hommes de Charles Widmore pour « leur propre bien », après que Sun et Jin se sont retrouvés. Ils sont délivrés le lendemain par Jack et l'homme en noir. Pendant une fusillade entre l'homme en noir et les hommes de Widmore, le groupe d'Hurley ainsi que Sayid prennent le sous-marin de Widmore et quittent l'île, en laissant Claire et l'homme en noir sur le quai. Jack découvre alors que l'homme en noir a placé une bombe dans son sac et Sayid se sacrifie en éloignant le sac jusqu'à l'explosion. Seuls Hurley, Jack, Kate, Sawyer et Frank survivent. Plus tard, Jacob explique à Hurley, Sawyer et Jack qu'il les a choisis comme candidats car ils étaient seuls et imparfaits. Jack se porte volontaire pour être le nouveau protecteur et a pour devoir de protéger le cœur de l'île, dont la lumière ne doit jamais s'éteindre. Cependant, Jack et l'homme en noir demandent à Desmond de descendre au cœur pour éteindre la lumière. Jack a ainsi la possibilité de tuer l'homme en noir avec l'aide de Kate, alors que l'île commence à couler. Grièvement blessé, Jack doit rétablir la lumière et demande à Hurley de devenir protecteur de l'île, tandis que Kate et Sawyer rejoignent Lapidus, Miles, et Richard sur l'île de l'Hydre pour embarquer dans l'avion du vol Ajira. Jack réussit à rétablir la lumière et Hurley et Ben remontent Desmond du cœur de l'île. Ben suggère à Hurley d'aider Desmond à retourner chez lui. Hurley accepte et demande à Ben d'être son conseiller. Ben accepte et tous les deux se chargent de la protection de l'île. 
Quelque temps plus tard, Hurley charge Ben de faire fermer les installations du Projet Dharma situées à Guam. Il se rend ensuite avec Ben jusqu'à Santa Rosa pour offrir un emploi à Walt sur l'île, qu'il accepte.

### Réalité alternative
Dans la réalité alternative, Hugo se décrit maintenant comme étant le plus chanceux. Il est propriétaire de la franchise de poulet M. Gluck, d'une agence d'intérim pour laquelle travaille Rose et qui permettra à Locke de trouver un emploi, et il est bien connu pour son travail philanthropique. Un jour, Hugo déjeune dans un restaurant mexicain et Libby le voit et s'assoit à côté de lui. Elle lui dit qu'elle pense qu'ils sont liés et pourraient être des âmes sœurs. M. Brooks vient cependant à leur table et emmène Libby pour la ramener à Santa Rosa, l'institut psychiatrique. Plus tard, Hugo mange chez M. Gluck et bouscule Desmond, qui lui demande pourquoi il mange tant de poulet. Hugo dit qu'il ne le fait que quand il est déprimé, et c'est à cause d'une femme qui vit dans un établissement psychiatrique. Desmond conseille alors Hurley d'aller lui parler. Après avoir fait un don généreux à Santa Rosa, Hugo est autorisé à voir Libby à nouveau. Libby dit alors à Hugo que quand elle l'a vu sur une de ses publicités M. Gluck, elle a eu une vision d'eux ensemble sur l'île ainsi qu'à Santa Rosa. Hugo pense qu'elle est folle, mais il l'invite à un rendez-vous. Sur la plage, Hugo prépare un pique-nique pour Libby. Ils s'embrassent et Hugo se souvient aussi de sa vie sur l'île, et assure Libby qu'elle n'est pas folle. 
Par la suite, Hurley emmène Sayid voir Shannon afin que tous deux se souviennent de leur vie sur l'ile. Dans la scène finale de l'église où les survivants du vol Oceanic 815 se retrouvent, Hurley a un bref échange avec Benjamin Linus à l'extérieur, au cours duquel Hurley dit à Ben qu'il a été un « super numéro deux ». Benjamin répond à son tour que Hurley a été un « formidable numéro un ».